# Jan Zwartendijk

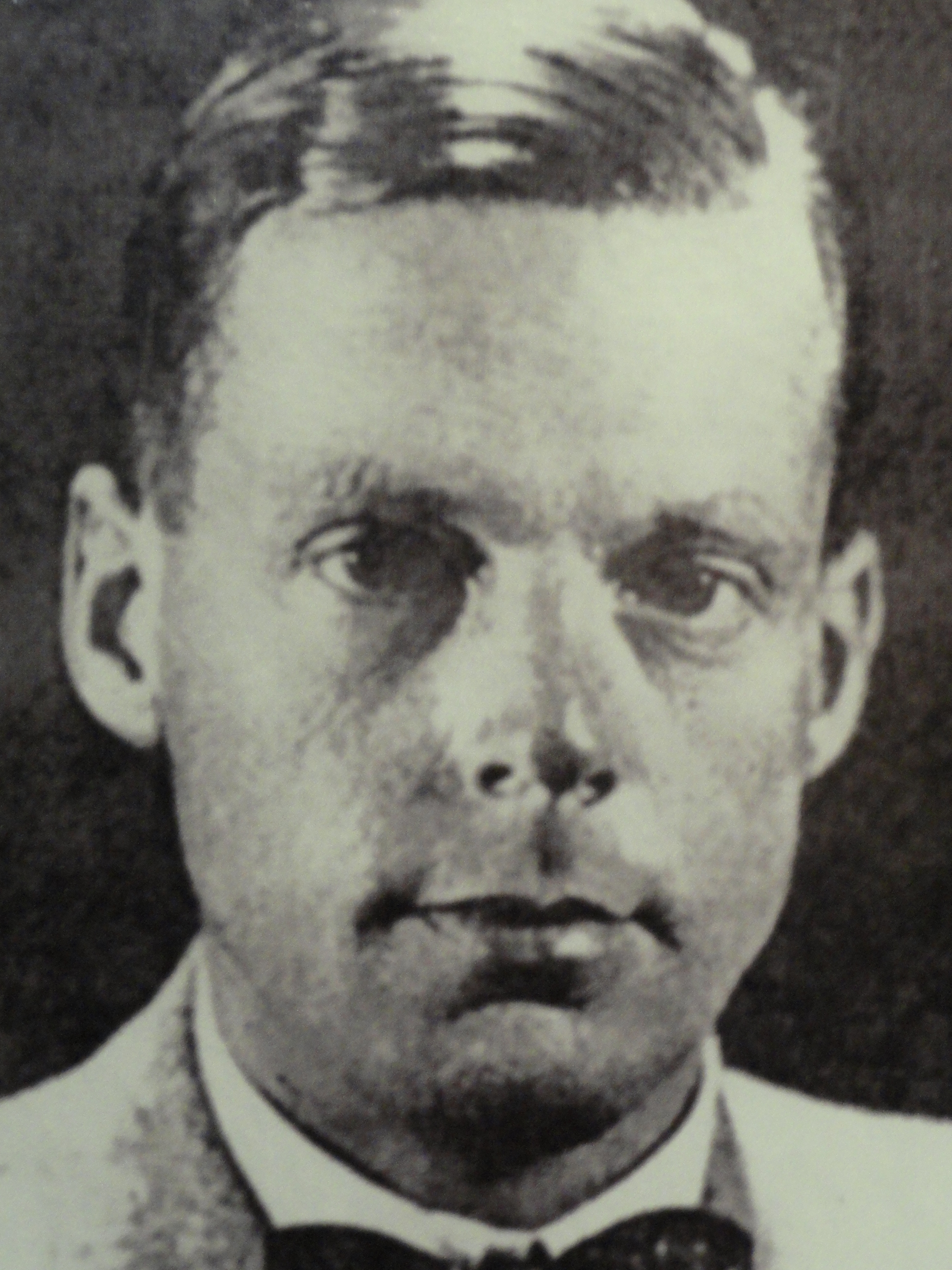
Jan Zwartendijk

Jan Zwartendijk (Rotterdam, 29 juli 1896 – Eindhoven, 14 september 1976) was een Nederlandse bedrijfsleider en diplomaat die aan het begin van de Tweede Wereldoorlog in Litouwen duizenden Joden valse papieren verstrekte, waardoor zij uit de handen van de Duitse vervolging bleven.

## Tweede Wereldoorlog
Zwartendijk was in 1939, toen de oorlog uitbrak, directeur van de vestiging van Philips in de toenmalige hoofdstad van Litouwen, Kaunas. Na de Duitse bezetting van Nederland in mei 1940 onthief L.P.J. de Decker, de ambassadeur in Riga van de Nederlandse regering in ballingschap, de viceconsul in Kaunas de Duitser Kurt Tillmans uit zijn ambt. Hij vroeg Zwartendijk als plaatsvervangend consul op te treden. Sinds de Duits-Russische deling en bezetting van Polen in augustus 1939 waren veel Poolse Joden naar het neutrale Litouwen gevlucht, maar het was duidelijk dat de Sovjet-Unie Litouwen snel zou inlijven. Dit gebeurde in juli 1940. De Joodse vluchtelingen hadden te vrezen voor vervolging in de Sovjet-Unie en konden nergens heen.

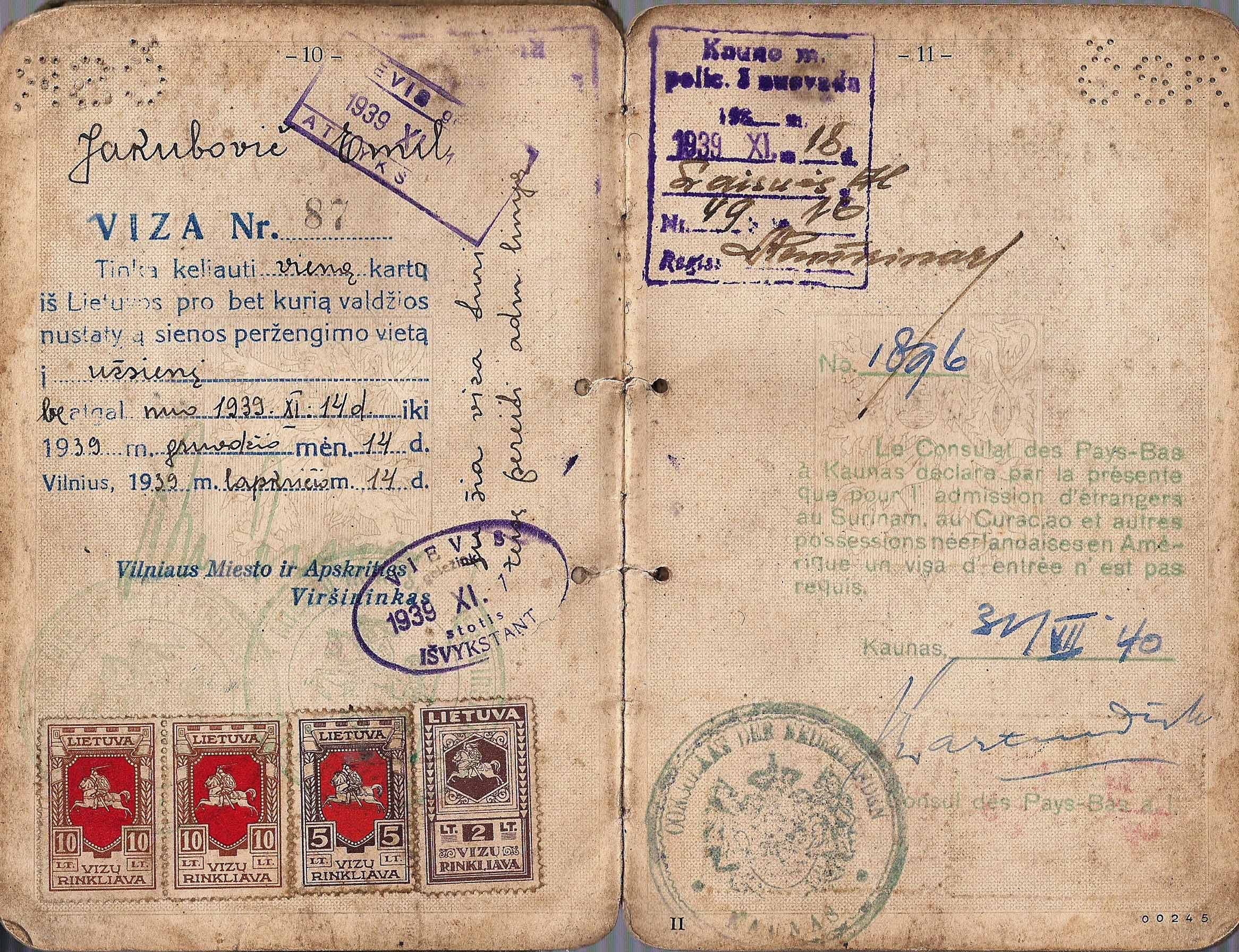
Visum (1940) met handtekening van Zwartendijk

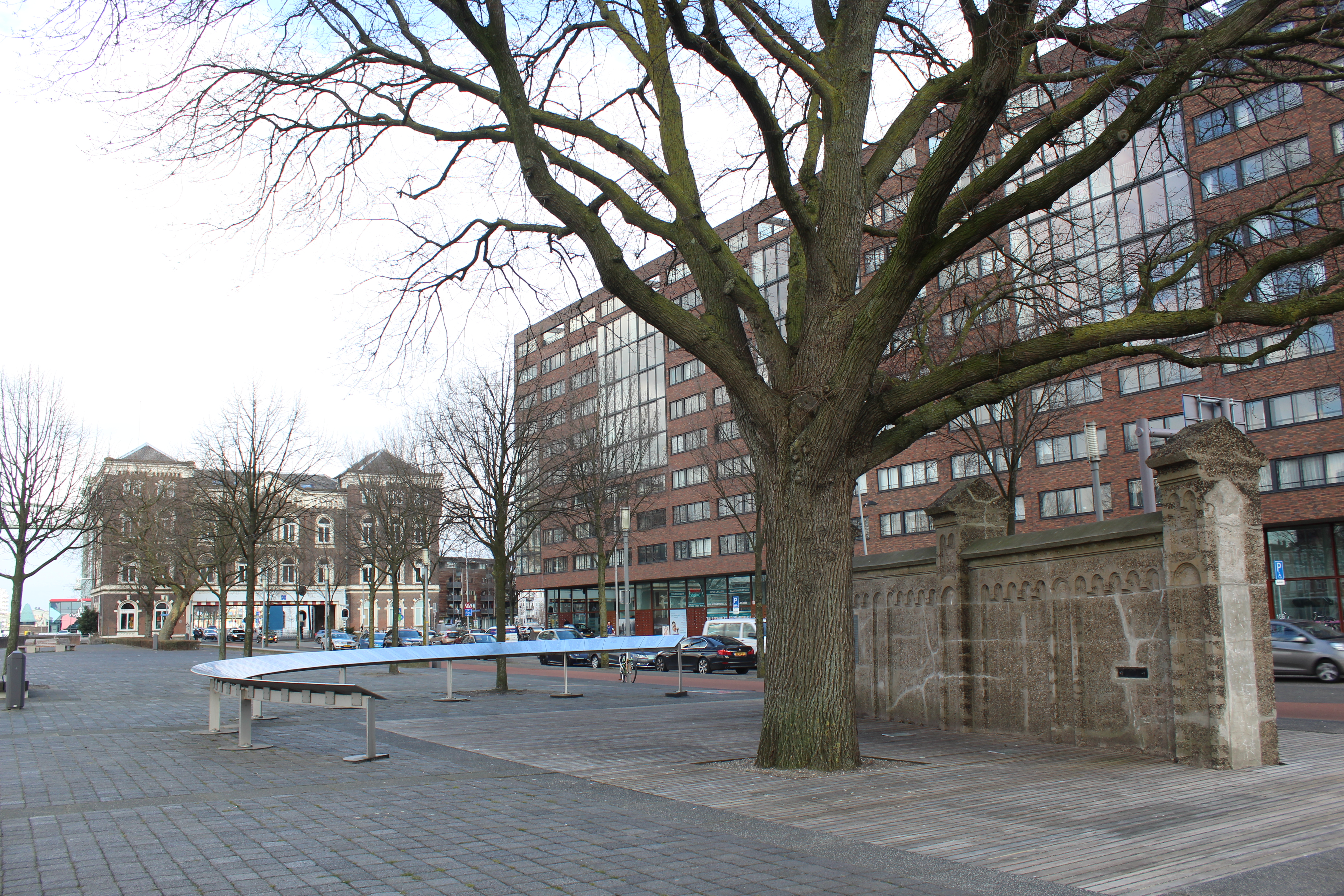
Veertien linden voor Jan Zwartendijk op de Kop van Zuid in Rotterdam

Zwartendijk begon daarop visa voor Curaçao te verstrekken aan Joodse vluchtelingen, hoewel eigenlijk de toestemming van de gouverneur van Curaçao nodig was om het eiland te betreden. Hij werkte samen met de Japanse consul, Chiune Sugihara, die vluchtelingen in het bezit van een Curaçao-visum een transitvisum voor Japan verschafte. In het bezit van beide papieren konden de vluchtelingen ook toestemming krijgen de Sovjet-Unie door te reizen. Ze konden dan de boot nemen van Vladivostok naar Japan. Hoewel de Curaçaose visa geen enkele officiële waarde hadden, schreven Zwartendijk en Sugihara op die manier binnen drie weken zo'n 2300 visa uit. Doordat op veel visa gezinnen van drie of vier mensen reisden, werden dankzij hen in totaal wellicht tussen de negen- en tienduizend Joodse vluchtelingen Litouwen uitgesluisd. Eenmaal in Japan reisden de meeste vluchtelingen in plaats van naar Curaçao door naar andere landen.
Op 3 augustus 1940 werden de ambassades en consulaten in Kaunas in opdracht van de Sovjet-autoriteiten gesloten; Litouwen was inmiddels bij de Sovjet-Unie ingelijfd. Zwartendijk moest toen terugkeren naar Nederland, waar hij tot zijn pensioen voor Philips zou blijven werken. Niet lang na zijn vertrek uit Litouwen, op 25-29 juni 1941, vond in het inmiddels door de Duitse troepen bezette Litouwen de Kaunas-pogrom plaats.

## Onderscheidingen
Tijdens zijn leven heeft Zwartendijk geen erkenning gekregen voor zijn rol in de Tweede Wereldoorlog. Integendeel, hij kreeg een reprimande van het ministerie van Buitenlandse Zaken, omdat hij niet conform de consulaire richtlijnen had gehandeld door minister Joseph Luns. Door onder meer de inzet van Israël ontving de familie kort na Zwartendijks overlijden een lijst met 2132 namen van daadwerkelijk door Jan Zwartendijk ontkomen Joden.
In 1996 eerde het weeshuis Boys Town in Jeruzalem Zwartendijk tijdens een diner in New York en kondigde aan dat er een Jan Zwartendijk Award for Humanitarian Ethics and Values zou worden ingesteld. De onderscheiding is sindsdien toegekend aan andere jodenredders, zoals de Filipijnse president Manuel Quezon en de bevolking van het Gemenebest van de Filipijnen.
In 1997 kreeg Zwartendijk postuum de eretitel Rechtvaardige onder de Volkeren van het Israëlische Jad Wasjem-museum. In Rotterdam werden voor hem in hetzelfde jaar veertien linden geplant op de Kop van Zuid. In Vilnius is een monument voor Zwartendijk opgericht en in Kaunas hangt een plaquette te zijner gedachtenis tegenover het voormalige consulaat. Op 10 september 2012 werd hij onderscheiden met het Life Saving Cross van de Republiek Litouwen.
In 2018 maakte de kunstenares Giny Vos een kunstwerk, een spiraal van lichtstrepen, die hoog om de boom kwam te hangen die voor het voormalige kantoor van Zwartendijk staat. Ook in 2018 bood het Ministerie van Buitenlandse Zaken zijn excuses aan aan de nabestaanden van Zwartendijk.
Over het leven van Zwartendijk verscheen in oktober 2018 bij Uitgeverij Atlas Contact het boek De Rechtvaardigen van Jan Brokken. In de roman De wonderlijke avonturen van Kavalier & Clay van Michael Chabon staat dat de hoofdpersoon Josef Kavalier visas kreeg van Zwartendijk en Chiune Sugihara. Hoewel zij niet met name worden genoemd, beschrijft de roman een "Nederlandse consul in Kovno die als een gek visa uitschreef voor Curaçao, samen met een Japanse ambtenaar die transitvisa verstrekte." (pag. 65)
In 2022 werd het monument Loom Light van Titia Ex in de Nachtegaallaan in Eindhoven onthuld. Een Lichtmonument / 75 jaar leven in vrijheid, ter herinnering aan Jan Zwartendijk en regionale verzetsstrijders.
In 2023 nam D66-kamerlid Sjoerd Sjoerdsma het initiatief Zwartendijk postuum te laten onderscheiden. Hij deed, daarin gesteund door alle fracties in de Tweede Kamer, een beroep op koning Willem-Alexander aan Zwartendijk de hoogste koninklijke onderscheiding te verlenen. Vervolgens werd hem postuum de Erepenning voor menslievend hulpbetoon in goud toegekend. Deze werd op 14 september van dat jaar door  minister-president  Mark Rutte aan Zwartendijks kinderen overhandigd.

## Familie
Zwartendijk had een tweelingbroer, Pieter Anthonie (1896-1986).

## Galerij

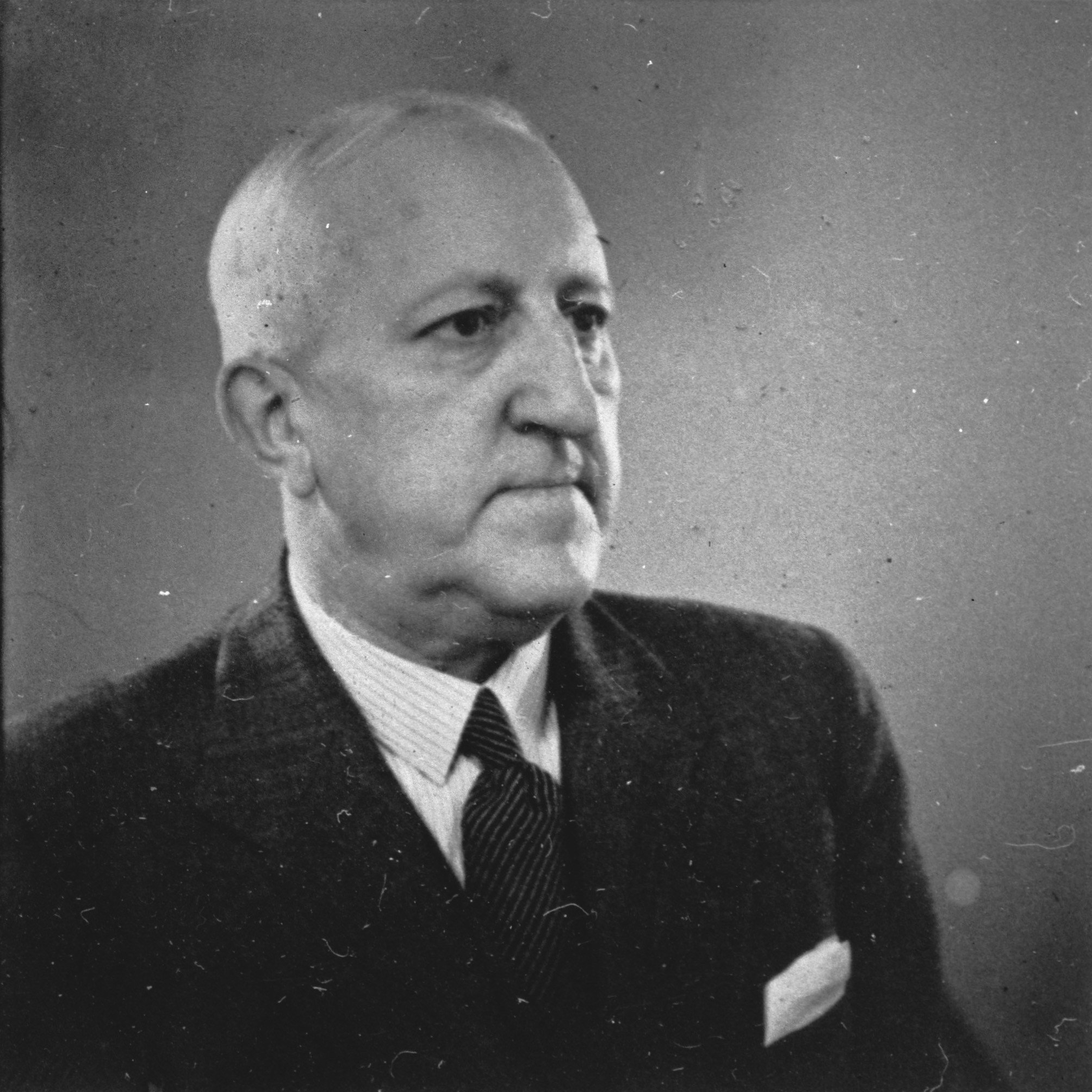
L.P.J. de Decker
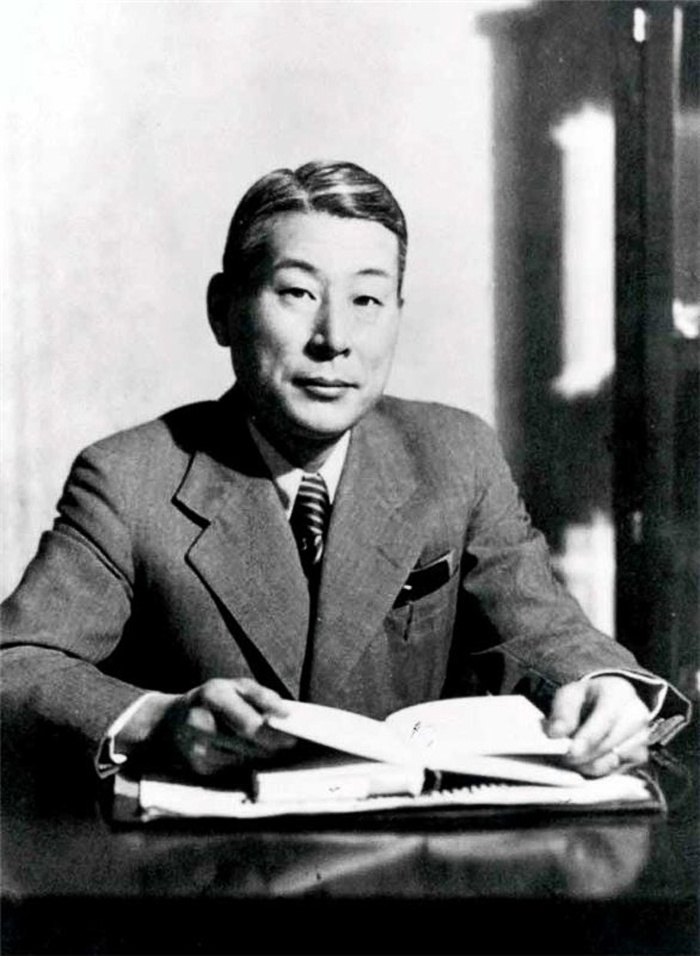
Chiune Sugihara
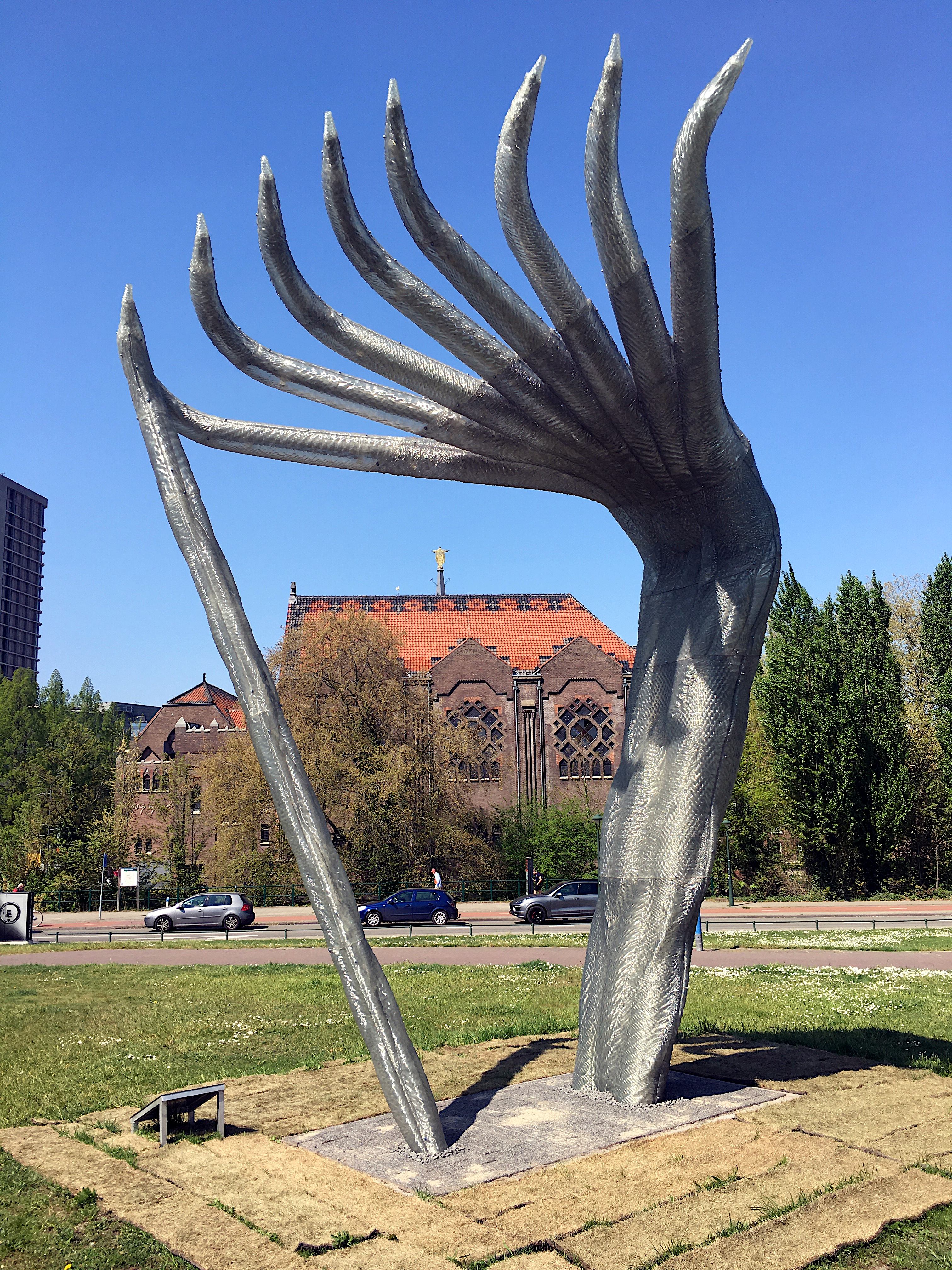
Monument in Eindhoven